# 施万塔勒高地站
施万塔勒高地站（德語：U-Bahnhof Schwanthalerhöhe）是一座慕尼黑地铁4、5号线位于路德维希近郊-伊萨尔近郊的一座车站，位于施万塔勒高地。